# ینی‌کاپی (امیرداغ)
ینی‌کاپی (به ترکی استانبولی: Yenikapı) یک منطقهٔ مسکونی در ترکیه است که در امیرداغ واقع شده‌است.